# Villacidaler

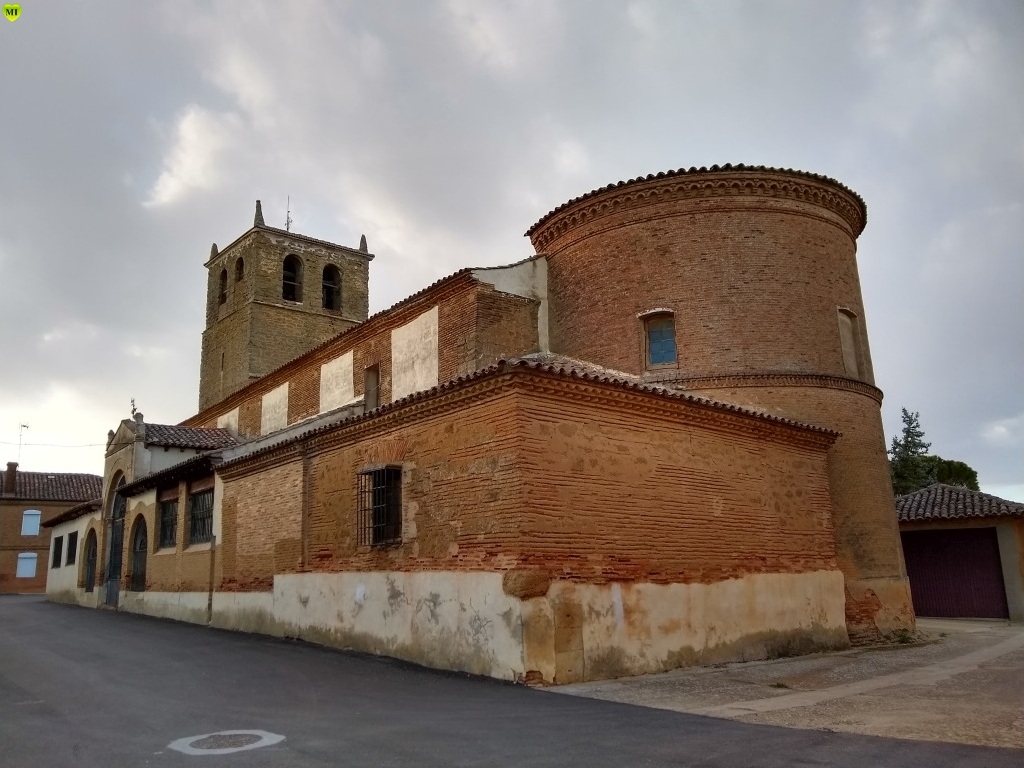
Iglesia de San Adrián. Vista desde el ábside

Villacidaler es un municipio y localidad española de la provincia de Palencia, en la comunidad autónoma de Castilla y León. Situado en la comarca natural de Tierra de Campos, forma parte del partido judicial de Palencia. Cuenta con una población de 46 habitantes (INE 2024).

## Toponimia
El topónimo de Villacidaler, citado ya en el siglo X como Villa de Ziti Alhaile o Villa de Cit Alfer, es de origen antroponímico mozárabe. Deriva del vocablo árabe Ceit, Cit o Zid, con el significado de señor, más el antropónimo.

## Geografía
Villa situada en un pequeño cerro que se alza 786 metros sobre el nivel del mar y cuyos terrenos se dedican mayoritariamente al cultivo de cereal.
Delimita al este con el Río Sequillo, junto al que transcurre la carretera que lleva a la localidad. 
Las localidades más próximas son Villada al norte y Boadilla de Rioseco al sur.
| Noroeste: Santervás de Campos | Norte: Villada           | Noreste: Villada             |
| Oeste: Villacarralón          |                          | Este: Cisneros               |
| Suroeste Villacarralón        | Sur: Boadilla de Rioseco | Sureste: Boadilla de Rioseco |

## Medio natural
El término municipal está integrado dentro de la Zona de especial protección para las aves denominada La Nava - Campos Norte perteneciente a la Red Natura 2000.

## Historia

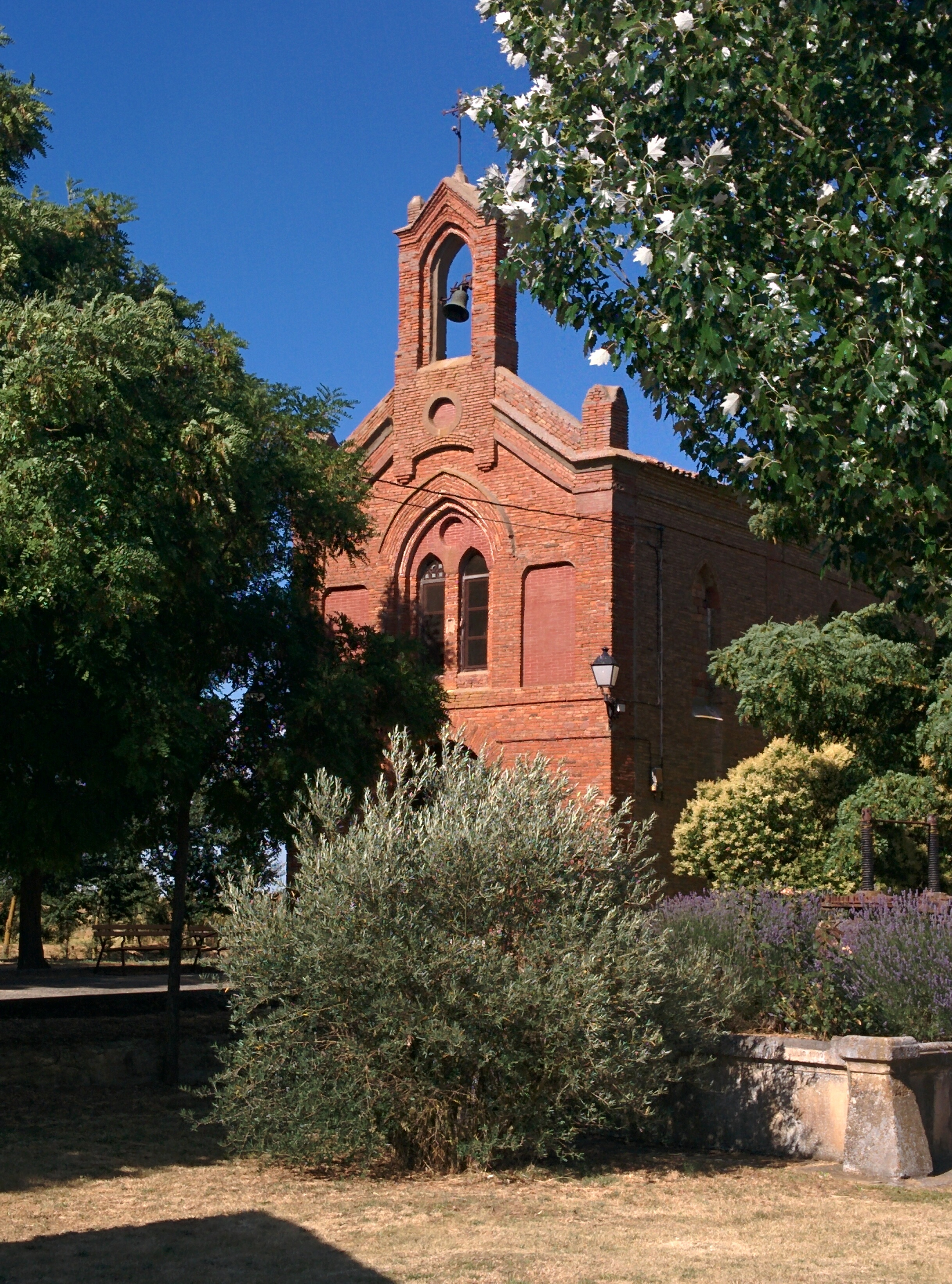
Ermita de la Virgen de la Carrera

En el Censo de la Sal de 1631 aparece como Villazidaler. Sebastián Miñano lo describe a principios del siglo XIX como villa de señorío en el partido de Nueve Villas, obispado de León, con alcalde ordinario, 98 vecinos, 330 habitantes, una parroquia católica y una ermita. A la caída del Antiguo Régimen la localidad se constituye en municipio constitucional en el partido de Frechilla, y en 1842 contaba con 86 hogares y 447 vecinos.

## Demografía
Cuenta con una población de 46 habitantes (INE 2024).

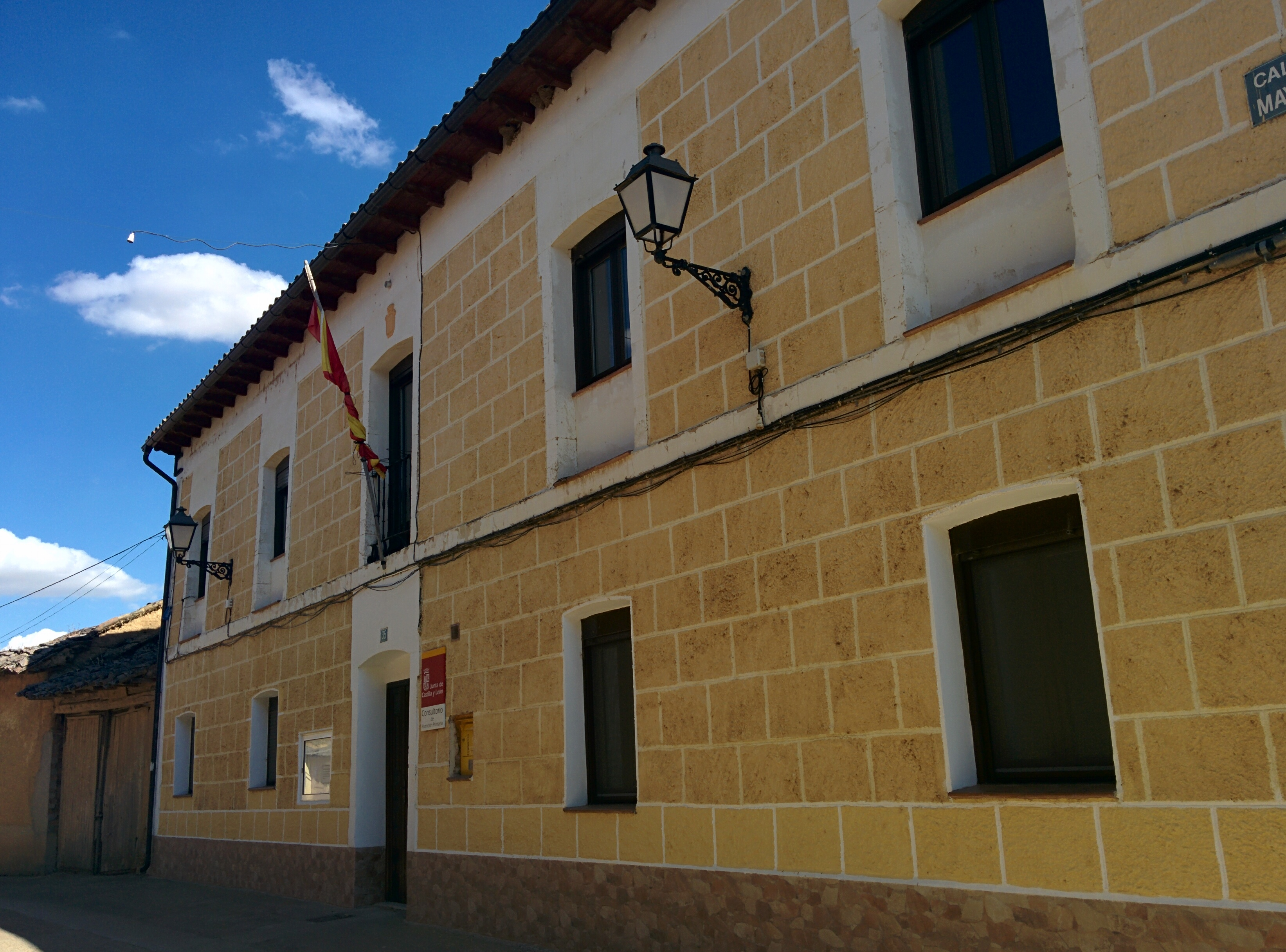
Casa consistorial

| Gráfica de evolución demográfica de Villacidaler entre 1842 y 2021                                                    |
| |
| Población de derecho según los censos de población del INE. Población de hecho según los censos de población del INE. |

## Cultura

### Patrimonio
- Iglesia de San Adrián:[6] construida en el siglo XVI, reformada en el XVIII, de una sola nave en tapial y ladrillo, y con bóveda de cañón con lunetas, aunque el presbiterio se cubre con bóveda plana. Retablos barrocos y rococós en el lado del Evangelio y retablo mayor, de un discípulo de Berruguete, en el Presbiterio.
- Ermita de Nuestra Señora de la Carrera.
- Palomares tradicionales en la zona.
- Fuente del Caño.

### Fiestas
- 14 de agosto: San Adriano, Santa Natalia y Santa Córdula.
- 15 de agosto: Virgen de la Carrera.
- 16 de agosto: San Roque.